# Lac Itkoul
Le lac Itkoul, en russe озеро Иткуль, est un lac de Russie situé en Khakassie (Sibérie méridionale) dans le territoire administratif du raïon de Chira et dans la réserve naturelle de Khakassie.

## Géographie
Le lac Itkoul se trouve à trois kilomètres au sud-ouest du lac Chira et à cent mètres de plus d'altitude. Ses berges méridionales sont faites de sable blanc et les autres de graviers. Il est bordé de collines au sud-ouest recouvertes en partie de forêts et alimente en eau potable la station climatique et balnéaire de Jemtchoujni à proximité.
La forme du lac est ovale du sud-ouest au nord-est pour une longueur de 7 km et une largeur de 5 km. Sa profondeur maximale est de 16 m. Ses berges au sud-ouest sont marécageuses et faites de gravier ou de sable à l'est et au nord. Le paysage environnant est typique de la steppe.

## Flore et faune
On répertorie un certain nombre d'espèces rares de plantes au bord du lac, comme Erodium tataricum (bec-de-grue de Tatarie), l'Oxytropis consistante, la stippe plumeuse, etc. et d'animaux, comme la grue demoiselle, le goéland pontique à tête noire, le faucon pèlerin, le faucon sacre, l'aigle impérial, etc.
Les poissons, nombreux, sont représentés notamment par la perche, le corégone sibérien, le carassin argenté, la brème, etc.

## Référence
- (ru) Cet article est partiellement ou en totalité issu de l’article de Wikipédia en russe intitulé « Иткуль (озеро, Хакасия) » (voir la liste des auteurs).